# Crescent Mills
Crescent Mills és una concentració de població designada pel cens dels Estats Units a l'estat de Califòrnia. Segons el cens del 2000 tenia 258 habitants.

## Demografia
Segons el cens del 2000, Crescent Mills tenia 258 habitants, 98 habitatges, i 73 famílies. La densitat de població era de 23,5 habitants per km².
Dels 98 habitatges en un 37,8% hi vivien nens de menys de 18 anys, en un 54,1% hi vivien parelles casades, en un 18,4% dones solteres, i en un 25,5% no eren unitats familiars. En el 25,5% dels habitatges hi vivien persones soles el 10,2% de les quals corresponia a persones de 65 anys o més que vivien soles. El nombre mitjà de persones vivint en cada habitatge era de 2,63 i el nombre mitjà de persones que vivien en cada família era de 3,14.
Per edats la població es repartia de la següent manera: un 29,1% tenia menys de 18 anys, un 6,6% entre 18 i 24, un 23,6% entre 25 i 44, un 27,5% de 45 a 60 i un 13,2% 65 anys o més.
L'edat mediana era de 40 anys. Per cada 100 dones de 18 o més anys hi havia 94,7 homes.
La renda mediana per habitatge era de 30.268 $ i la renda mediana per família de 30.357 $. Els homes tenien una renda mediana de 26.591 $ mentre que les dones 33.125 $. La renda per capita de la població era de 16.640 $. Entorn del 14,5% de les famílies i el 10,8% de la població estaven per davall del llindar de pobresa.

## Poblacions més properes
El següent diagrama mostra les poblacions més properes.